# الدوري الشمالي لكرة القدم 1905–06
الدوري الشمالي لكرة القدم 1905–06 (بالإنجليزية: 1905–06 Northern Football League)‏ هو موسم من الدوري الشمالي لكرة القدم ‏. فاز فيه نادي سندرلاند.